# Суне Андерссон
Суне Ісидор Андерссон (швед. Sune Isidor Andersson; нар. 22 лютого 1921, Седертельє, Швеція — пом. 29 квітня 2002, Сульна, Швеція) — шведський футболіст та тренер, виступав на позиції півзахисника.

## Клубна кар'єра та кар'єра тренера
На молодіжному рівні з 1934 року виступав за «ІК Екере». Першим дорослим клубом для юного півзахисника став «Гагалундс ІС», до якого він приєднався в 1939 році. У 1946 році перейшов до АІКа, за який дебютував 1 вересня того ж року в нічийному (0:0) поєдинку проти «Гальмії». Через тижденть захисник, який використовувався як по центру так і на флангах, відзначився своїм дебютним голом у вищому дивізіоні шведського чемпіонату. З 1948 року виводив на поле команду з капітанською пов'язкою, а наступного року допоміг їй завоювати національний кубок. За чотири сезони, проведені в АІКу, зіграв 82 матчі та відзначився 18-а голами. Перш ніж стати професіональним футболістом за кордоном, у Швеції працював слюсарем телеграфної компанії та торговцем хутра.
У 1950 році, як і багато співвітчизників Андерссона, переїхав до Італії, де підписав контракт з «Ромою». У команді, капітаном якої був Армандо Тре Ре, Суне виступав разом з двома іншими шведами, Кнутом Нордалем і Стігом Сундквістом. Серед цієї трійці Андерссон та Сундквіст грали частіше. У своєму дебютному сезоні в Італії став другим найкращим бомбардиром команди (7 голів у 37-и матчах), поступившись за цим показником лише своєму співвітчизнику Стігу Сундквісту. У своєму другому сезоні в «Ромі», вже під керівництвом Джузеппе Віані, виступав у півзахисті, переважно на правому фланзі. Відзначився 5-а голами в 25-и матчах. У 1952 році повернувся до Швеції, де з 1953 року тренував «Іггесундс ІК». З 1955 року очолював «ІФК Ескільстуна». У 1956 році відновив футбольну кар'єру, до 1958 році в Аллсвенскані зіграв 30 матчів та відзначився 2-а голами. Згодом перейшов до «Кальмару» з Другого дивізіону, в якому пропрацював до 1961 року. З 1962 по 1963 рік працював у «АІК Фінспонг», а в 1964 році перейшов до «Седертельє СК», який вивів до Другого дивізіону. У 1969 році повернувся до «Гагалундса ІС», який виступав у четвертому дивізіоні шведського чемпіонату. Футбольну кар'єру завершив у 1971 році.

## Кар'єра в збірній
З 1947 по 1950 рік зіграв 28 матчів у футболці збірної Швеції. Відзначився 4-а голами за національну збірну. На Олімпійських іграх 1948 року виграв золоту медаль, а на чемпіонаті світу 1950 року допоміг шведам завоювати бронзові нагороди. На чемпіонаті світу зіграв у 5-и матчах, відзначився 2-а голами. Після переїзду до Італії до складу збірної не викликався, оскільки професіональним гравцям було заборонено виступати в збірній Швеції.

## Стиль гри
Універсальний півзахисник, який здатен був зіграти на будь-якій позиції: ліворуч, праворуч або ж в центрі.

## Досягнення

### Клубні
- Кубок Швеції
  -  Володар (2): 1949, 1950

- Серія B
  -  Чемпіон (1): 1951/52

### У збірній
- Олімпійські ігри
  -  Чемпіон (1): 1948

- Чемпіонат світу
  -  Бронзовий призер (1): 1950